# オキシコナゾール

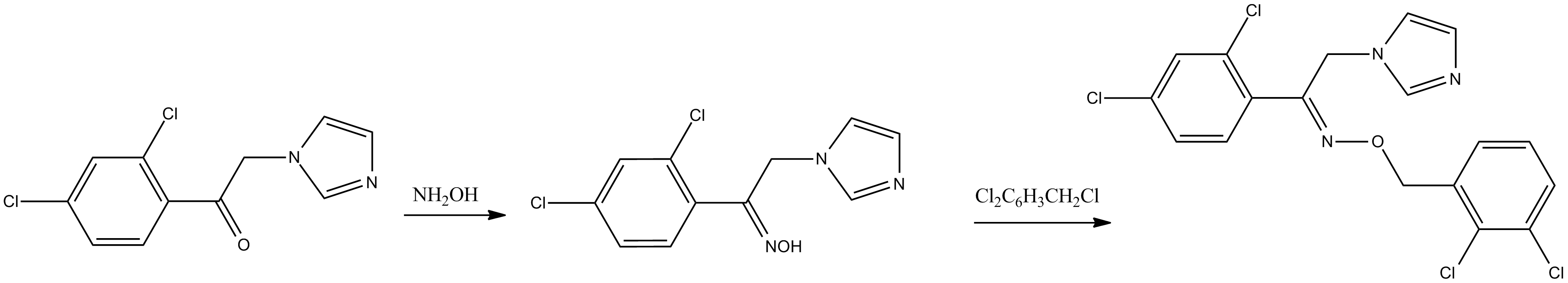

オキシコナゾール（INN：oxiconazole）とは、アゾール系抗真菌薬の中で、外用薬として用いる薬物の1つである。

## 化学
オキシコナゾールの分子式はC18H13Cl4N3Oであり、したがって分子量は429.1273である。構造中にイミダゾール環を有しているオキシコナゾールは、アゾール系抗真菌薬の中のイミダゾール系抗真菌薬に分類される。

## 薬理
オキシコナゾールは真菌の細胞膜を安定させているエルゴステロールの合成を阻害する。この機序によって真菌に対して打撃を与える。

## 製剤・使用法
この薬剤は、全て外用剤として使用される。剤形としては、クリーム剤やローション剤などが開発されてきた。
オキシコナゾール製剤は、足白癬などの表在性の白癬菌感染症、癜風のような表在性のマラセチア感染症、そして、体表部のカンジダ感染症に用いる場合がある。

## 歴史
オキシコナゾールは1975年に合成され、1983年に医薬品としての使用が認可された。